# Andrachne maroccana
Andrachne maroccana är en emblikaväxtart som beskrevs av John Ball. Andrachne maroccana ingår i släktet Andrachne och familjen emblikaväxter.
Artens utbredningsområde är Marocko. Inga underarter finns listade i Catalogue of Life.